# Juridiction disciplinaire des membres du personnel enseignant et hospitalier
La juridiction disciplinaire des membres du personnel enseignant et hospitalier est compétente, d'après l'article L952-22 du Code de l'éducation, en matière de discipline des membres du personnel enseignant et hospitalier, pour leur activité hospitalière comme pour leur activité universitaire.

## Composition
- un président qui est un conseiller d'État ou un professeur d'enseignement supérieur, désigné conjointement par les ministres chargés de l'enseignement supérieur et de la santé
- des membres pour moitié élus par les personnels intéressés et pour moitié nommés à parts égales par les mêmes ministres.